# 富士市立富士川第一中学校
富士市立富士川第一中学校（ふじしりつ ふじかわだいいちちゅうがっこう）は、静岡県富士市にある公立中学校。
略称は「川一」

## 沿革
- 1947年（昭和22年）5月2日 富士川小学校の8教室を借用して富士川中学校と称し開講。
- 1948年（昭和23年）1月23日 文部省より全国10校の新制中学校モデル建築の指定を受ける。
- 1948年（昭和23年）11月13日 第1期工事。AB校舎落成。
- 1948年（昭和23年）11月31日 校歌制定。
- 1950年（昭和25年）7月14日 第2期工事。C校舎落成。
- 1951年（昭和26年）3月26日 第3期工事。講堂落成。
- 1955年（昭和30年）1月20日 洗濯室を改造して給食室とし、給食開始。
- 1957年（昭和32年）4月1日 富士川町・松野村合併により、富士川第一中学校と校名変更。
- 1962年（昭和37年）7月24日 生徒昇降口を改造し、鉄筋コンクリート構造3階建工事落成。
- 1967年（昭和42年）4月1日 特殊学級を新設。
- 1968年（昭和43年）9月1日 給食施設を町給食センターに移管。
- 1971年（昭和46年）6月20日 運動部室建設（大1・小6）。
- 1972年（昭和47年）5月29日 講堂を解体し、社会体育館落成。
- 1973年（昭和48年）3月25日 鉄筋コンクリート4階建校舎完成（AB校舎解体、旧棟4階増設）。
- 1973年（昭和48年）11月20日 中庭造成（池）。
- 1976年（昭和51年）7月30日 校庭にスプリンクラー設置。
- 1977年（昭和52年）3月31日 特殊学級配級。
- 1977年（昭和52年）4月1日 校地拡張（プール敷地）。
- 1977年（昭和52年）7月21日 プール落成（25m、7コース・アルミ製）。
- 1978年（昭和53年）4月1日 特殊学級再開。
- 1978年（昭和53年）12月20日 体育器具室竣工。
- 1980年（昭和55年）2月10日 鉄筋コンクリート2階特別教室落成（旧C校舎解体、4階本館と連絡橋設置）。
- 1982年（昭和57年）9月21日 管理棟耐震工事竣工。
- 1982年（昭和57年）11月1日 部室（女子）竣工。
- 1983年（昭和58年）10月1日 部室（男子）竣工。
- 1984年（昭和59年）7月31日 放送器具新調。
- 1985年（昭和60年）4月1日 特殊学級及び図書室移転。
- 1985年（昭和60年）10月29日 県指定交通安全教育の研究発表。
- 1985年（昭和60年）11月1日 柔道室を旧町立図書館に移転。
- 1985年（昭和60年）11月15日 健康優良校として表彰を受ける。
- 1986年（昭和61年）9月10日 本館耐震工事完了。
- 1986年（昭和61年）10月31日 学校安全研究協議会（青森大会）で研究発表。
- 1987年（昭和62年）1月23日 職員便所・会議室完成。
- 1987年（昭和62年）2月20日 全国・東京都学校安全研究大会で研究発表。
- 1987年（昭和62年）8月10日 NHKラジオ体操実施。
- 1987年（昭和62年）10月15日 郡研究協力校として研究発表。
- 1988年（昭和63年）1月26日 県教育委員会表彰（教育実施功績）を受ける。
- 1988年（昭和63年）8月30日 社会体育館駐車場舗装、1階床工事完了。
- 1989年（平成元年）3月27日 正門及び河川敷テニスコート4面完成。女子更衣室・体育館器具室を新築。鉄棒の砂場移築整備完了。
- 1990年（平成2年）8月30日 全教室にテレビ・ビデオを設置。中庭トイレ完成。
- 1991年（平成3年）10月1日 男子生徒長髪となる。
- 1992年（平成4年）12月20日 コンピュータ教室完成。
- 1993年（平成5年）8月10日 本館ベランダ・非常階段塗装工事完了。
- 1993年（平成5年）8月30日 コンピュータ教育用ソフト「ラインズ」導入。
- 1993年（平成5年）10月30日 PTA活動が県P連にて表彰される。
- 1994年（平成6年）6月1日 液晶プロジェクタ購入。
- 1994年（平成6年）8月8日 新館美術室ベランダ塗装工事完了。
- 1995年（平成7年）9月1日 グランドの土入れ替え改修工事完了。
- 1995年（平成7年）9月17日 本校シンボル「ゆうかり」台風12号のため倒木。
- 1995年（平成7年）10月23日 創立50周年記念行事準備委員会発足。
- 1995年（平成7年）11月10日 中部教育事務所特別授業研究研修会開催。
- 1996年（平成8年）7月2日 焼却炉設置。
- 1996年（平成8年）8月27日 校舎本館管理棟サッシ改修工事完了。
- 1997年（平成9年）3月21日 校旗（50周年記念として）新調。
- 1997年（平成9年）11月7日 創立50周年記念式典開催。
- 1998年（平成10年）10月21日 郡教育委員会指定研究発表会開催。
- 1999年（平成11年）4月 「総合的な学習の時間」研修推進校指定。
- 1999年（平成11年）12月 コンピュータ40台導入。

## 生徒数
| 生徒数                  | 学級数 | 職員数 |
| ----------------------- | ------ | ------ |
| 164人                   | 7(1)   | 14人   |
| ※カッコ内は特別支援学級 |        |        |

## 部活動
- 野球部
- サッカー部
- 男子ソフトテニス部
- 女子ソフトテニス部
- 男子バスケ部
- 女子バスケ部
- 男子剣道部
- 女子剣道部
- 女子バレー部
- 吹奏楽部

## 通学区域
木島、岩淵、中之郷

## 進学元小学校
- 富士市立富士川第一小学校